# Rhyticeros subruficollis
Il bucero birmano (Rhyticeros subruficollis Blyth, 1843), o bucero tascaliscia, è un uccello della famiglia dei Bucerotidi originario dell'Asia meridionale.
Nel 2017 il bucero birmano è stato valutato dalla Lista Rossa delle specie minacciate della IUCN come «specie vulnerabile» (Vulnerable).

## Descrizione
Il bucero birmano raggiunge una lunghezza del corpo compresa tra 65 e 70 centimetri. Nel maschio il becco misura in media 17 centimetri, mentre nella femmina ne misura 13,7. Le informazioni riguardanti il peso sono scarse: i tre maschi che sono stati finora misurati pesavano tra 1,8 e 2,2 chilogrammi. Il dimorfismo sessuale è ben pronunciato.

### Maschio
Il vertice e la nuca del maschio sono di un bruno-rossastro intenso. La faccia, la parte anteriore del collo e quella superiore del petto, al contrario, sono color crema. Il piumaggio del corpo e le ali sono neri. La parte superiore del corpo presenta dei riflessi verde metallico. La coda è bianca. Il becco è di colore giallo pallido con la base bruno-rossastra e una sottile linea nera lungo la parte inferiore della mascella inferiore. Il casco presenta delle profonde scanalature trasversali e varia di colore dal crema al marrone chiaro.
La pelle nuda intorno all'occhio è viola-rossastra. La grossa sacca golare priva di piume, che il maschio può gonfiare a piacimento, è di colore giallo pallido. Gli occhi variano dal rosso al rosso-arancio. Le zampe e i piedi sono neri.

### Femmina e giovane
Le femmine adulte sono più piccole dei maschi e hanno la testa e il collo neri. La pelle nuda intorno all'occhio è rosa pallido, la sacca golare glabra è blu. Gli occhi sono bruno-arancio scuro.
Nei giovani esemplari entrambi i sessi mostrano inizialmente un piumaggio che ricorda quello del maschio. Nelle femmine adolescenti, in seguito, le piume di collo e testa vengono rimpiazzate da piume scure, diventando come quelle delle femmine adulte. Il becco è giallo pallido e il casco non si è ancora sviluppato. 

### Specie simili
Il bucero birmano è molto simile nell'aspetto al bucero ondulato, con il quale è stato per lungo tempo confuso. Le due specie, però, differiscono per la forma delle ali, che è sorprendentemente diversa: nel bucero birmano le remiganti primarie sono più lunghe di otto centimetri rispetto alle remiganti secondarie, mentre nel bucero ondulato le remiganti primarie e secondarie sono della stessa lunghezza.

## Biologia
I buceri birmani vivono in piccoli gruppi di 6-20 individui. In Birmania è stato osservato uno stormo composto da 33 individui e in Thailandia uno costituito da più di cinquanta esemplari. In linea di massima, tuttavia, il bucero birmano è considerato una specie molto riservata e difficile da osservare, che vive principalmente nella parte superiore della chioma degli alberi della foresta. A rendere ancora più difficile l'osservazione di questa specie vi è il fatto che essa usa occasionalmente gli stessi luoghi di riposo notturni del bucero ondulato, di aspetto simile.
Il bucero birmano è prevalentemente frugivoro. Tuttavia, si può presumere che, come altri buceri che mangiano soprattutto frutta, integri la sua dieta con proteine animali. È stato anche osservato che gli esemplari cresciuti in cattività di tanto in tanto catturano e mangiano specie più piccole di uccelli.
La biologia riproduttiva del bucero birmano non è stata ancora studiata in maniera esaustiva. Tuttavia, come tutti i buceri, nidifica nelle cavità degli alberi. Secondo lo stato attuale delle conoscenze, sembra che utilizzi le cavità arboree situate ad altezza più elevata rispetto a qualsiasi altra specie di bucero presente nel suo areale.

## Distribuzione e habitat
L'areale del bucero birmano non è conosciuto con esattezza, data la confusione con il bucero ondulato. Le vecchie informazioni secondo cui la specie sarebbe presente anche nell'estremità orientale dell'India e a Sumatra sono ora considerate errate. Al contrario, la sua presenza è confermata con ogni certezza nel sud-est della Birmania, nell'ovest, nel sud-ovest e nell'estremità meridionale della Thailandia e nel nord della penisola malese.
Anche i dati relativi alla preferenza dell'habitat sono incerti. Tuttavia, la specie sembra prediligere le foreste sempreverdi con alberi molto alti.